# Pharoahe Monch
Pharoahe Monch, pseudonimo di Troy Donald Jamerson (New York, 31 ottobre 1972), è un rapper statunitense.

## Biografia
Jamerson è nato il 31 ottobre 1972 nel distretto di Queens, a New York. Il suo nome d'arte, Pharoahe Monch, si basa sul suo precedente soprannome, Monchhichi, che gli fu dato alla High School of Art and Design dalle ragazze della sua classe dopo un taglio di capelli non molto riuscito; il suo soprannome all'epoca derivava dal nome americano dei peluche Mon Cicci. Il rapper ha adottato il nome Pharoahe, ispirato dall'Antico Egitto,  dopo aver incontrato Prince Poetry degli Organized Konfusion. Monch ha pubblicato conseguentemente tre album con Prince Poetry e gli Organized Konfusion. Il primo è stato Organized Konfusion (1991), seguito da Stress: The Extinction Agenda (1994) e infine da The Equinox (1997). Questi tre album sono stati ben accolti dalla critica anche se hanno registrato vendite modeste. Questi insuccessi commerciali hanno spinto Prince Po a porre fine al suo rapporto artistico con Monch e questo ha segnato l'inizio della carriera solista di Pharoahe Monch.
Nel 2001 ha ottenuto un altro successo con la canzone Got You, inserita nella colonna sonora del film Training Day. Ma anche in questo caso le vendite del singolo furono deludenti. Nel 2003, Pharoahe ha pubblicato con la Rawkus Records il singolo Agent Orange. La canzone Simon Says è stata inserita nel film Charlie's Angels del 2000 e la canzone Right Here nel film 1 km da Wall Street. Pharoahe Monch ha poi annunciato di lavorare per la Street Records Corporation, che ha sotto contratto anche Wu-Tang Clan, David Banner e Terror Squad. Il 26 giugno 2007 ha pubblicato il suo secondo album da solista Desire, acclamato dalla critica.

## Discografia

### Album
- 1999 - Internal Affairs
- 2007 - Desire
- 2011 - W.A.R. (We Are Renegades)
- 2014 - PTSD: Post Traumatic Stress Disorder

### Singoli
- Simon Says (1999)
- The Light (2000)
- Fuck You (2001)
- The Life (2002)
- Agent Orange (2003)
- Push (2007)
- Let's Go (2007)
- Body Baby (2007)
- Shine (2010)
- Clap (One Day) (2011)
- Black Hand Side (2011)
- Assassins (2011)
- Damage (2014)